# Asynchrone Datenübertragung
Die asynchrone Datenübertragung ist ein Übertragungsverfahren der Nachrichtentechnik, bei dem Zeichen asynchron, d. h. zu beliebigen Zeiten, übertragen werden. Die Übertragung ist also, im Gegensatz zur synchronen Datenübertragung, nicht an einem Taktsignal ausgerichtet.
Auf Bitebene ist die asynchrone Datenübertragung plesiochron: Ein ungefährer Gleichlauf zwischen Sender und Empfänger wird nur für die Dauer eines Zeichens hergestellt und aufrechterhalten. Das Verfahren wird auch Start-Stopp-Verfahren genannt. Da die Anforderungen an die Qualität des Gleichlaufs geringer sind, kann er schneller erreicht werden (innerhalb einer Bit- oder Taktzeit). Da hierfür zwei Bitzeiten reserviert sind, ist die Bitrate geringer als bei der synchronen Datenübertragung.

## Verwechslungsgefahr
Die asynchrone Datenübertragung sollte nicht mit dem Begriff der asynchronen Kommunikation verwechselt werden, welcher sich auf die Abfolge von Anfrage und Antwort in einem Übertragungsprotokoll bezieht.